# Eurois puncticosta
Eurois puncticosta är en fjärilsart som beskrevs av Zetterstedt 1839. Eurois puncticosta ingår i släktet Eurois och familjen nattflyn. Inga underarter finns listade i Catalogue of Life.